# Lidung
Lidung is een bestuurslaag in het regentschap Sarolangun van de provincie Jambi, Indonesië. Lidung telt 2260 inwoners (volkstelling 2010).